# Hygropoda subannulipes
Hygropoda subannulipes är en spindelart som beskrevs av Embrik Strand 1911. Hygropoda subannulipes ingår i släktet Hygropoda och familjen vårdnätsspindlar. Inga underarter finns listade i Catalogue of Life.